# Mabanda
Mabanda är en kommun i Burundi. Den ligger i provinsen Makamba, i den södra delen av landet, 110 kilometer söder om Burundis största stad Bujumbura.